# 小碧潭支線
小潭支線為臺北捷運營運中的路線，屬於松山新店線的一部分，採用高運量系統延伸中運量規格建設（即月台只有三車輛營運長度），共設置七張站及小碧潭站兩站，全長約1.9公里。

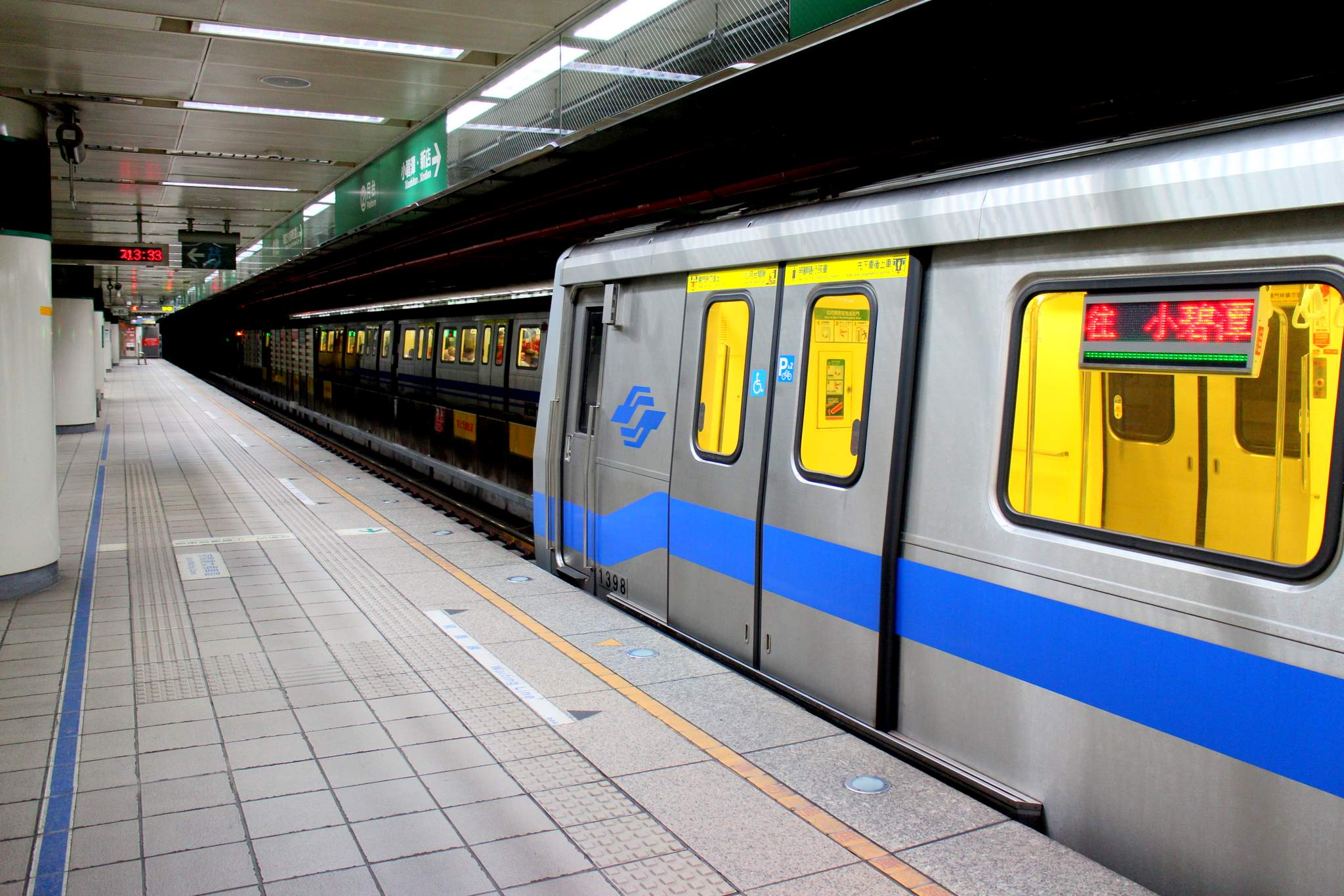
捷運七張站往小碧潭站列車

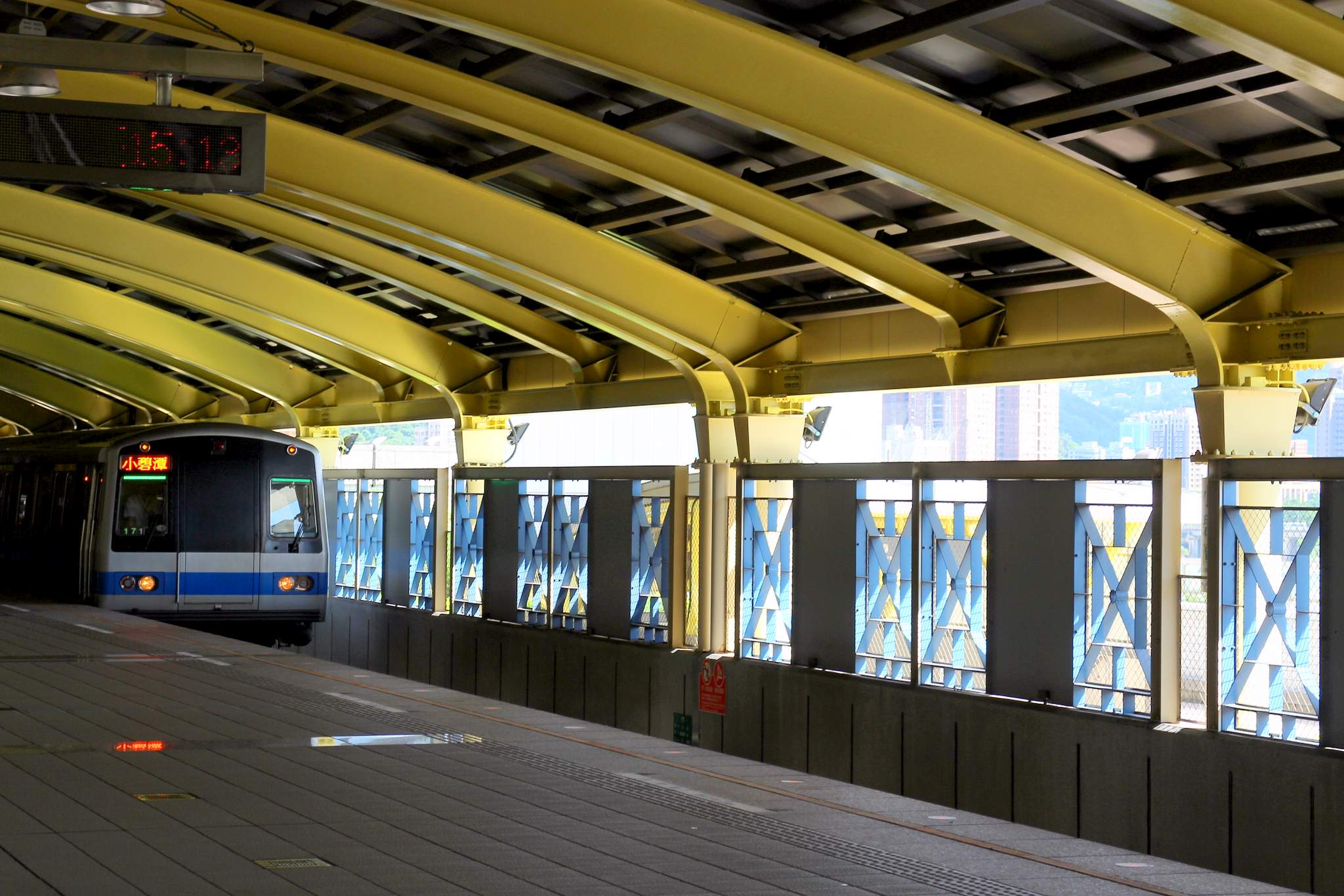
捷運小碧潭站列車進站

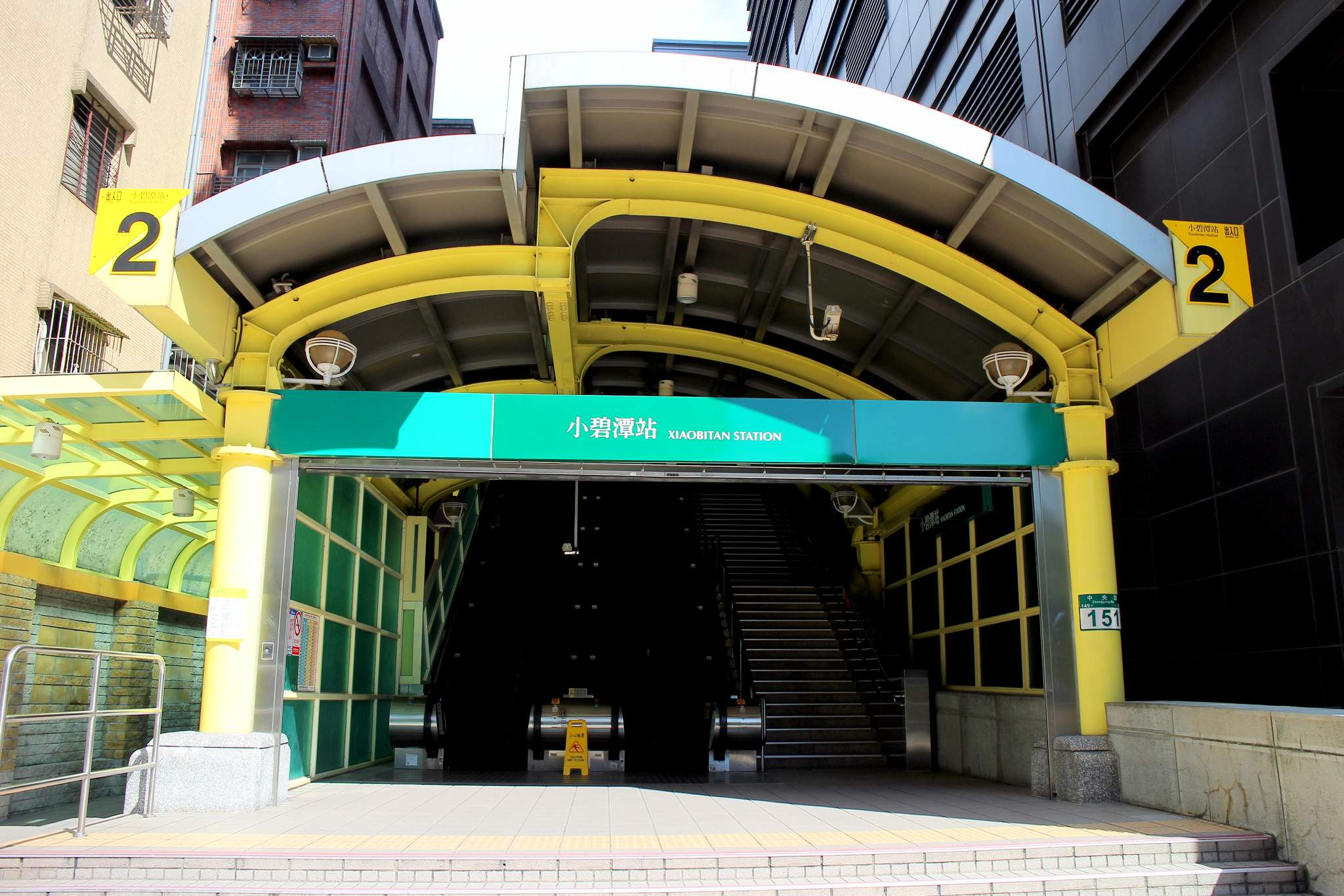
捷運小碧潭站二號出口

## 概要
小碧潭支線原為自台北捷運新店線七張站分歧的新店機廠維修軌道，2001年配合機廠聯合開發，設立車站以服務十四張地區，而成為新店線的支線。雖然是高運量系統規格建設，但實際上只使用專用的三節高運量列車，較高運量六輛編制少，運量上實為中運量系統。全線分為高架段與地下段，僅有七張及小碧潭兩站，前者為地下車站，後者為高架車站。路線西起小碧潭站，沿環河路旁進入地下後，穿越瑠公公園、北新藝術廣場與北新路二段地下，到終點七張站。由於本路線在七張站沒有專用的月臺，所以必須和主線列車共用軌道。目前利用主線之班次間距營運。

## 歷史
- 2001年4月2日：高架車站及高架路軌開始施工。
- 2004年9月24日：小碧潭支線免費試乘。（列車自小碧潭站至七張站後不開門折返）
- 2004年9月29日：小碧潭支線全線正式通車啟用。
- 2006年7月22日：專用於小碧潭支線的三節編組列車正式啟用。
- 2008年12月10日~2009年6月9日：上午9點至下午4點配合新店機廠聯開計劃-美河市的人工地盤建設暫時停止營運。
- 2009年6月10日：恢復正常營運。
- 2015年8月8日：由於受蘇迪勒颱風影響暫停營運。（晚上6點復駛）
- 2015年9月28日：下午到隔天早上由於受到杜鵑颱風影響暫停營運。

## 列車運行方式
- 小碧潭支線以開行小碧潭站—七張站區間車的方式，單線雙向營運。（車次：371）
  - 由小碧潭站往七張站時，列車自小碧潭站單線軌道向東駛出，接著北轉駛入七張站北上月台，供乘客下車，再向北駛入位於七張站北側的袋狀軌。
  - 由七張站往小碧潭站時，列車則自袋狀軌駛出，行駛至七張站南下月台，之後向南駛出，再西轉駛入小碧潭站單線軌道。

## 營運時間與班距
- 營運時間：06:00-24:00
- 班距：
  - 平均班距（不分平常日或例假日）：12-20分鐘[1]
- 本路線設有時刻表。

尖峰班距約12-13分鐘，離峰約18分鐘，使用七張站月台軌道及袋形軌發車。

## 使用列車
- C371型3系（支線專用3輛編組）-2列
  - 編組：397、398

## 車站
| 車站編號   | 車站名稱            | 車站名稱 | 交會路線   | 站體型式 | 所在地 | 所在地 |
| 車站編號   | 中文                | 英文     | 交會路線   | 站體型式 | 所在地 | 所在地 |
| ---------- | ------------------- | -------- | ---------- | -------- | ------ | ------ |
| 小碧潭支線 |                     |          |            |          |        |        |
| G03A       | 小碧潭 （新店高中） |          |            | 高架     | 新北市 | 新店區 |
| G03        | 七張                |          | 松山新店線 | 地下     | 新北市 | 新店區 |

## 營運討論
新店機廠聯合開發弊案
聯合開發案於1988年機廠興建前即規劃辦理聯合開發。於1991年間辦理開發案說明會。且小碧潭站同意興建（1999年）及動工（2001年4月2日）時間皆早於日勝生於2001年12月18日獲得聯合開發案前。   
車站興建原因、服務對象
新店機廠於1991年興建時原未規劃設站，至1999年才核准自「初期路網第二期工程特別預算準備金」中撥用興建。
- 中央新村之退休中央民代及國大代表或民代施壓所興建。該說法最早見於「1999年臺北縣政府公告發布實施擬定新店都市計畫（捷運系統新店機廠聯合開發案（捷17、捷18、捷19））細部計畫案／後之相關新聞。其中報紙提到鄰近居民抗議有廠無站之不便及引述有前國代之意見而至今。[7][8][5]
- 此支線興建為當時評估未來若聯合開發人潮與附近居住人口增長快速，且該基地已有軌道及機廠預留興建空間。經鄰近居民及各級中央地方民代、議會質詢及地方首長協調爭取後為主要原因。[9][3]

使用人數效益過低
- 本支線除七張站外僅有小碧潭站一站。原1999年評估聯合開發商業活動將有3.3萬人次涵蓋附近4.7萬人口及1.3萬就業人數之運輸需求。[9] 
因弊案爭議，目前除上下班尖峰及假日有活動時搭乘人數較多外，其餘時間客流冷清。2015年11月進出站人數為台北捷運系統中為倒數第二[10] 。
- 環狀線已於十四張設立新車站。安坑輕軌也自十四張站為起點而非本支線。
- 宜家家居新店店於2019年5月16日在與小碧潭站共構的商場開幕[11]。

## 外部連結
- 臺北大眾捷運股份有限公司 （页面存档备份，存于）